# Xã Ash Creek, Quận Ellsworth, Kansas
Xã Ash Creek (tiếng Anh: Ash Creek Township) là một xã thuộc quận Ellsworth, tiểu bang Kansas, Hoa Kỳ. Năm 2010, dân số của xã này là 55 người.